# José Gómez (Leichtathlet)
José Gómez (José Gómez Cervantes; * 19. März 1956; † 29. Juli 2021) war ein mexikanischer Langstreckenläufer.
Bei den Zentralamerika- und Karibikspielen 1978 gewann er Bronze über 5000 m. 1979 siegte er über dieselbe Distanz bei den Zentralamerika- und Karibikmeisterschaften und holte Silber bei der Universiade.
Bei den Olympischen Spielen 1980 in Moskau schied er über 10.000 m im Vorlauf aus, ebenso 1984 in Los Angeles.
1982 wurde er Achter beim New-York-City-Marathon. Im Jahr darauf wurde er Sechster beim Rotterdam-Marathon. Über 10.000 m kam er bei den Weltmeisterschaften 1983 in Helsinki auf den 16. Platz und siegte bei den Panamerikanischen Spielen in Caracas.
1984 wurde er Zwölfter beim Tokyo International Men’s Marathon, 1985 Sechster und 1986 Neunter beim Chicago-Marathon. 1987 wurde er Dritter beim Los-Angeles-Marathon und Neunter beim Pittsburgh-Marathon.

## Persönliche Bestzeiten
- 5000 m: 13:29,4 min, 11. Oktober 1980, Buenos Aires
- 10.000 m: 27:56,74 min, 4. Juni 1983, Eugene
- Marathon: 2:11:08 h, 20. Oktober 1985, Chicago